# Juraci Gomes de Oliveira
Juraci Gomes de Oliveira (ur. 19 sierpnia 1956 w Catolé do Rocha) – brazylijski duchowny katolicki, biskup Amargosy od 2023.

## Życiorys
3 listopada 1990 otrzymał święcenia kapłańskie i został inkardynowany do archidiecezji São Salvador da Bahia. Pracował głównie jako duszpasterz parafialny, był też m.in. ojcem duchownym archidiecezjalnego seminarium, wikariuszem biskupim, moderatorem kurii, dyrektorem administracyjnym wydziału ds. akcji społecznych oraz wikariuszem generalnym archidiecezji.
31 maja 2023 papież Franciszek mianował go biskupem diecezji Amargosa. Sakry udzielił mu 29 lipca 2023 kardynał Sérgio da Rocha.